# Philippine Association of the Record Industry
Филиппинская ассоциация звукозаписывающей индустрии (филиппинский: Kapisanan ng Industriya ng Plaka ng Pilipinas, сокращенно PARI, англ. Philippine Association of the Record Industry) является некоммерческой частной торговой организацией, представляющей дистрибьюторов звукозаписывающей индустрии на Филиппинах.
PARI была создана 10 февраля 1972 года и на сегодняшний день состоит из 14 корпоративных членов и 13 ассоциированных членов. С тех пор ассоциация работала совместно с Конгрессом над разработкой законов об авторских правах на музыку и помогала проводить рейды на музыкальных пиратов в сотрудничестве с Национальным бюро расследований, Филиппинской национальной полицией, Группой уголовных расследований и обнаружения и Советом по оптическим медиа.
Он также отвечает за выдачу сертификатов за продажи записей музыки на Филиппинах. Ежегодно PARI организует различные музыкальные мероприятия, такие как Awit Awards.

## История
В начале 1950-х годов на Филиппинах начало расти музыкальное пиратство. Например, в 1952 году крупные звукозаписывающие компании организовали первую в стране ассоциацию звукозаписывающей индустрии под названием Филиппинская ассоциация звукозаписывающей индустрии (RIAP). Ассоциация в основном состояла из иностранных лицензиатов. Первым президентом RIAP был Мануэль П. Вильяр из фирмы Mareco. В 1971 году независимые звукозаписывающие компании решили объединиться и создали Филиппинскую ассоциацию звукозаписывающей индустрии (PRIA). Её основной целью было продвижение записей местных артистов. PRIA избрала своим первым президентом Хосе Мари Гонсалеса из Cinema-Audio. За годы своего существования обе организации поддерживали друг друга в борьбе с пиратством.
10 февраля 1972 года была создана ещё одна организация звукозаписывающей индустрии под названием Филиппинская ассоциация звукозаписывающей индустрии (PARI). Антонио Ластер из Корпорации развития домашней промышленности (HIDCOR) был избран её первым президентом. После расформирования первых двух организаций PARI стала единственной законной ассоциацией звукозаписывающих компаний на Филиппинах, объединяющей как крупные, так и независимые звукозаписывающие компании.
В 1990 году ассоциация начала сертифицировать музыкальные записи на Филиппинах. Constant Change Хосе Мари Чана стал первым сертифицированным альбомом. Он был сертифицирован как бриллиантовый, это произошло 10 ноября 1990 года. С момента запуска программы награждения только восемь альбомов были сертифицированы PARI как бриллиантовые. Помимо Constant Change, остальные семь:
- Christmas in Our Hearts — Jose Mari Chan
- Nina Live! — Nina
- A Wonderful Christmas — Christian Bautista
- Araw Oras Tagpuan — Sponge Cola
- Doo-Wops & Hooligans — Bruno Mars

Помимо сертификации альбомов, организация также сертифицирует синглы и музыкальные клипы. 16 января 2013 года был сертифицирован первый сингл. Это была «I'llBe There» Джули Энн Сан-Хосе, и за это время она стала четырёхкратно платиновой. С другой стороны, пока что ни одно музыкальное видео ещё не было сертифицировано.
Филиппинская ассоциация звукозаписывающей индустрии подала жалобу на популярный торрент-сайт KickassTorrents, что привело к его конфискации филиппинскими властями 13 июня 2013 г.

## Уровни сертификации
До 1990 года звукозаписывающие компании присуждали музыкальные сертификаты своим артистам только в соответствии с их собственными правилами, но потом PARI взялась за работу.
Сертификаты альбомов включают как физические, так и цифровые продажи. Начиная с марта 2012 года, PARI начала сертифицировать синглы (как цифровые, так и физические) и музыкальные клипы. До 2012 года пороги для альбомов различались между отечественным и зарубежным репертуаром. В настоящее время отечественный репертуар разделяет те же пороги, что и международный репертуар. Полный список музыкальных сертификатов можно найти в их базе данных.

### Альбомы
| Сертификация | 1990 - «середина 2000-х» | июль 2004 г. - октябрь 2007 г. | Октябрь 2007 г. - октябрь 2008 г. | Октябрь 2008 г. — апрель 2009 г. | Апрель 2009 г. — март 2012 г. | С марта 2012 г. |
| --- | ------------------------ | ------------------------------ | --------------------------------- | -------------------------------- | ----------------------------- | --------------- |
| Золото | 20 000                   | 15 000                         | 15 000 </br> (10 000)             | 12 500 </br> (7500)              | 10 000 </br> (7500)           | 7500            |
| Платина | 40 000                   | 30 000                         | 30 000 </br> (20 000)             | 25000 </br> (15 000)             | 20 000 </br> (15 000)         | 15 000          |
| Бриллиант | 400 000                  | 300 000                        | 300 000 </br> (200 000)           | 250 000 </br> (150 000)          | 200 000 </br> (150 000)       | 150 000         |
| « (номер) » или цифры, выделенные курсивом в скобках, представляют международный репертуар, если он отличается. |                          |                                |                                   |                                  |                               |                 |

### Синглы
| Сертификация | С марта 2012 г. |
| ------------ | --------------- |
| Золото       | 75 000          |
| Платина      | 150 000         |

### Видеоклипы
| Сертификация | С марта 2012 г. |
| ------------ | --------------- |
| Золото       | 7500            |
| Платина      | 15 000          |

## Команда
Члены Филиппинской ассоциации звукозаписывающей индустрии делятся на две группы: корпоративные и ассоциированные. Корпоративные члены — это крупные звукозаписывающие компании, в то время как ассоциированные члены — небольшие независимые звукозаписывающие компании.

### Корпоративные члены
- Alpha Music
- Dyna Music
- GMA Music (ранее известная как Infiniti Music)
- Ivory Music and Video (дистрибьютор каталога Sony Music на Филиппинах с середины 2011 до начала 2018 года)
- PolyEast Records (ранее известная как Canary Records, OctoArts International, OctoArts EMI Music и EMI Philippines)
  - Галактика отчеты
- Praise Music
- Sony Music Philippines (ранее известная как BMG Records Pilipinas и Sony BMG Philippines, вновь открытая в 2018 году)
- Star Music
- UMUSIC Филиппины (ранее известные как PolyCosmic Records и MCA Music)
- Universal Records (ранее известная как WEA Records)
- Viva Records
  - Vicor Music
- Warner Music Филиппины

### Ассоциированный члены
- Aika Records Music Production
- Amtrust Leisure Corporation
- Bellhaus Entertainment
- Business and Arts
- Careless
- Curve Entertainment
- Ditto Music Philippines
- HOMEWORKZ Entertainment Services
- Jesuit Communications Foundation
- Musikatha Ministries Foundation
- O/C Records
- Off the Record
- Pineapple Riddims Recording Company
- Shepherd's Voice Publications
- Signature Music
- Vertical Brew Music

## Смотрите также
- Список самых продаваемых альбомов на Филиппинах